# Nautilocorystes ocellatus
Nautilocorystes ocellatus is een krabbensoort uit de familie van de Thiidae. De wetenschappelijke naam van de soort is voor het eerst geldig gepubliceerd in 1831 door Gray.